# Aspasios (Aristoteleskommentator)
Aspasios (griechisch Ἀσπάσιος Aspásios, latinisiert Aspasius) war ein griechischer Philosoph, der in der ersten Hälfte des 2. Jahrhunderts lebte. Er war der Lehrer des Herminos.
Aspasios schrieb Kommentare zu verschiedenen Werken des Aristoteles. Ein Teil seines Kommentars zur Nikomachischen Ethik ist überliefert. Es ist der älteste bekannte Kommentar zu diesem Werk. Aspasios kommentierte auch De interpretatione, die Physik, De caelo, De sensu, die Metaphysik und die Kategorien. Diese Kommentare sind verloren und nur aus Hinweisen und Zitaten in späterer Literatur bekannt.

## Textausgaben und Übersetzungen
- Antonina Alberti, Robert W. Sharples (Hrsg.): Aspasius: The Earliest Extant Commentary on Aristotle's Ethics. De Gruyter, Berlin 1999, ISBN 3-11-016081-1
- David Konstan: Commentators on Aristotle on Friendship: Aspasius, Anonymous, Michael of Ephesus on Aristotle’s Nicomachean Ethics 8 and 9. Ithaca/London 2009 (Ancient Commentators on Aristotle Project)